# Iacob Felecan
Iacob Felecan (ur. 1 marca 1914 w Austro-Węgrzech, zm. w roku 1964) − rumuński piłkarz, obrońca. Uczestnik mistrzostw świata z roku 1938.

## Kariera
Felecan zadebiutował w reprezentacji Rumunii w wygranym meczu z reprezentacją Polski, 4 lipca 1937. W roku 1938 został powołany na mundial '38, który odbywał się we Francji. Na mistrzostwach tych rozegrał jeden mecz przeciwko reprezentacji Kuby (przegrany 1-2). W reprezentacji rumuńskiej wystąpił 9-krotnie.